# 航行燈

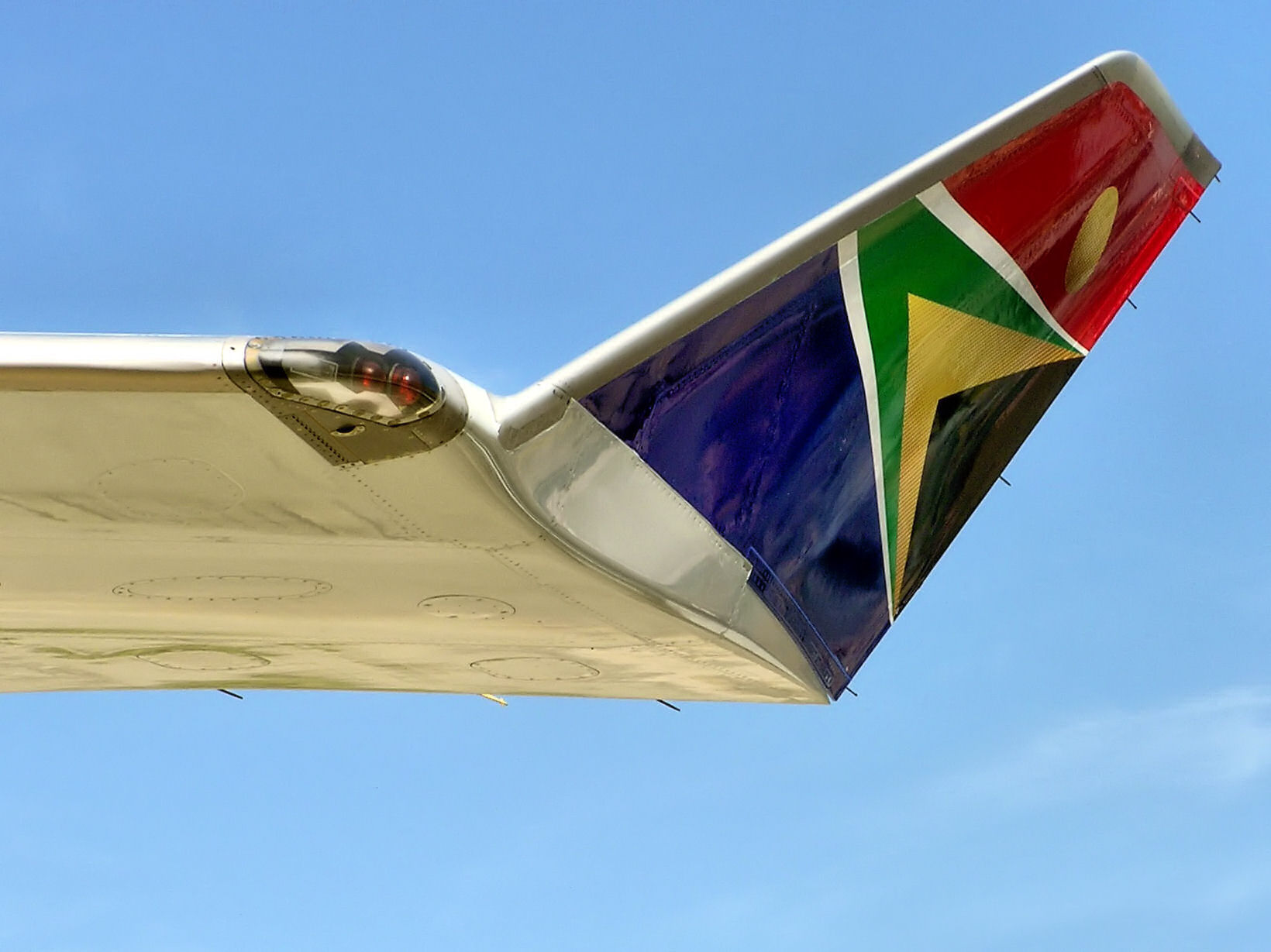
南非航空波音747翼尖上的航行燈

約旦皇家航空的空中巴士A310上的落地燈，兩組在鼻輪上，兩組在機翼上。

航行燈用作指示飛機或船舶的方位。大部分飛機的右主翼翼端與船舶的右舷是綠色，左主翼翼端與船舶的左舷是紅色，機尾或水平尾翼翼端以及船前后桅灯則是白色。

## 飛機航行燈
一架飛機有多個航行燈，各有其不同用途，機師在飛行時需按規定程序開啟或開閉。
- 落地燈（英语：Landing lights）：在飛機起降時照射跑道的白色燈光，飛機在滑行一直到一萬呎以內高度的階段都會開啟。 安裝在前起落架上，用於滑行道及跑道的前照明，飛機起飛後關閉。前起落架收起時，自動關閉。
- 滑行燈：飛機在地面滑行時照射地面，夜間滑行時開啟。安裝在两側機翼翼根，左右各两只。用於起飛著陸時照亮跑道。此燈功率很大，使用時產熱很高，因此需要高速氣流進行冷卻。因而在地面起飛前才能打開。飛機著陸時，這些燈就沿飛機的下滑線方向成一定角度照向跑道，方便飛行員看清地面，糾正與跑道的偏角，做好著陸動作。
- 跑道轉向燈/跑道脫離燈/轉彎燈/跑道邊燈(Runway Turn Off)：用來照射跑道指示牌。安裝在前起落架減震支柱上，左右各一，分別提供對機頭左前、右前方照明。用於照明滑行道、跑道邊線。起飛後關閉。前起落架收起時自動關閉。啟動發動機後打開，另外用途為夜間示意地勤人員準備滑出。
- 高頻白色頻閃燈：又叫做高亮度白色防撞燈。機翼尖（翼稍前后各一）和機身尾椎上的高強度頻閃燈，飛機在空中，特別是夜間顯示其位置，無論白天還是晚上，飛機進入跑道頭準備起飛前開啟，降落離開跑道時關閉。波音飛機安裝在左右翼稍後尖各一隻，尾椎一隻共3隻；空客飛機安裝在左右機翼前後翼尖及尾椎共5隻。用途是防止航空器相撞。此燈以一定的頻率爆破閃爍，亮度很高。此燈只有得到進跑道許可後才可以打開。落地脫離跑道前要關閉此燈。
- 防撞燈：飛機機身頂部和底部各一個紅色強頻閃光燈，用作提醒附近人員車輛飛機發電機運轉中，注意保持安全距離，只要是飛機要移動（即使被拖著走）或是發動機要啟動乃至於液壓系統要啟動，換句話說只要飛機是“醒著”的都要開啟。
- 舷灯：在左右機翼翼尖，繼承航海舷燈的慣例，左舷紅燈右舷綠燈，夜間在空中時讓遠處同一空層的飛機判斷對方和自己之間的相對方向以避免碰撞。垂尾頂端則為白燈。從飛行員的位置來看，是左紅、右綠、尾白。如果飛行員看見前方飛機的航燈是左紅右綠尾白，則知道它與自己的飛機順航，也是向前飛行，只要保持一定距離便不會相撞。如果看見前方飛機的航燈為左綠右紅，便知道它是朝自己的方向飛來，應立即採取避讓措施，以免發生撞機事故。
- 機翼燈：位於機頭每側的兩個單光束燈光，用來向後方照明機翼前緣及發動機進氣口，以便駕駛員檢查結冰積雪情況。此燈在有結冰可能時應打開。
- 標誌燈(Logo light)：照亮航空公司之標誌

## 海運航行燈
1838年美國立法規定所有汽船在日落與日出之間航行時必須使用航行燈，但並沒有規定其顏色、能見度與裝置位置。

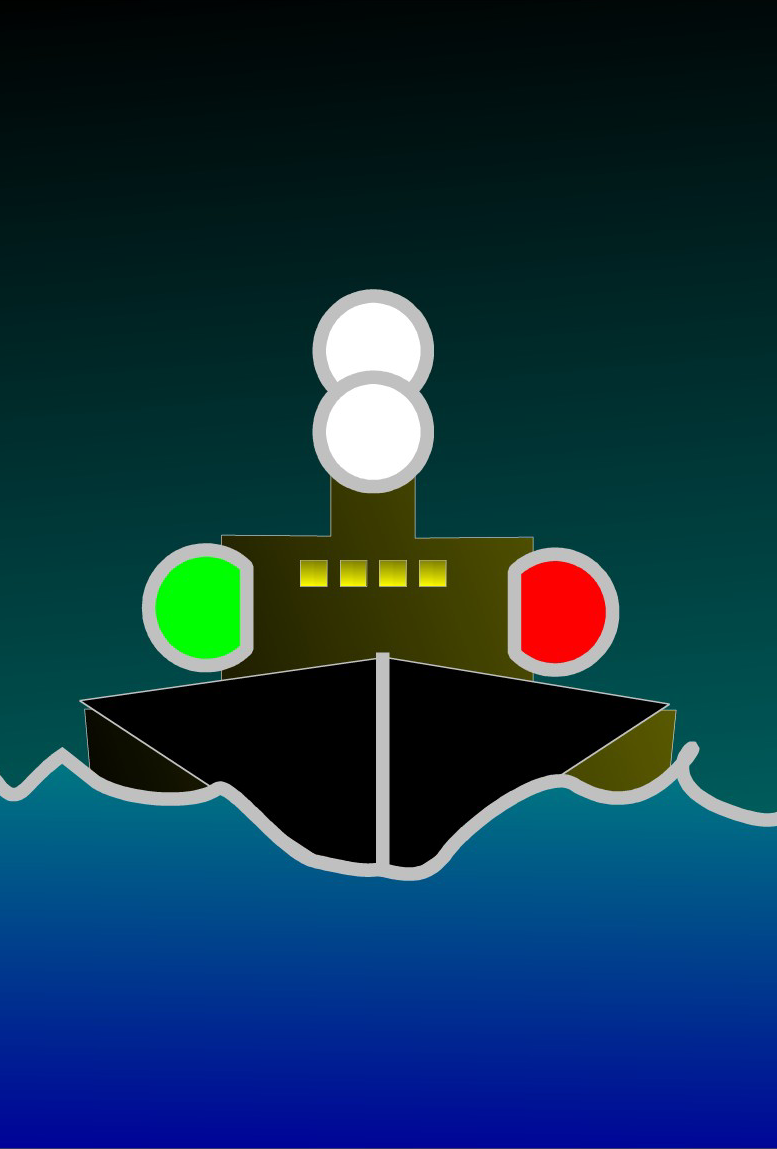
船舶的航行燈
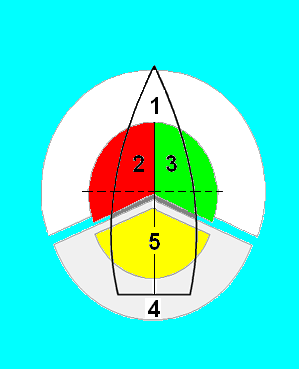
小船所需的航行燈

用引擎驅動的船舶，所需的航行燈可分為：

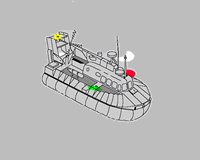
超過50米長的船（如：圖23-a）
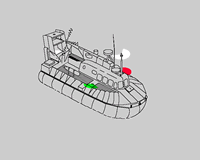
超過12米長但短過50米的船（如：圖23-b）
- 短過12米的船（如：圖23-c）
- 短過7米的船（如：圖23-d）

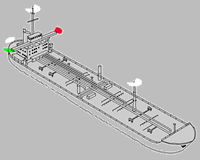
圖 23-a
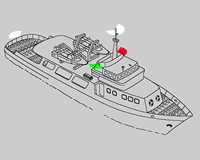
圖 23-b
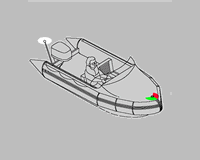
圖 23-c
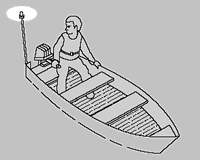
圖 23-d

氣墊船所需的航行燈：
- 圖 23-x
- 圖 23-y